# گمینا لوبیوو
گمینا لوبیوو (به لهستانی:  Gmina Lubiewo) یک گمینا در لهستان است که در شهرستان توخولا واقع شده‌است. گمینا لوبیوو ۱۶۲٫۸ کیلومتر مربع مساحت و ۵٬۷۱۷ نفر جمعیت دارد.